# Dendroleon obsoletus
Dendroleon obsoletus är en insektsart som först beskrevs av Thomas Say 1839.  Dendroleon obsoletus ingår i släktet Dendroleon och familjen myrlejonsländor. Inga underarter finns listade i Catalogue of Life.